# Kirsti Sparboe
Kirsti Sparboe (Tromsø, 1946. december 7.) norvég énekesnő.
Háromszor képviselte Norvégiát az Eurovíziós Dalfesztiválon: 1965-ben, 1967-ben és 1969-ben. Egy tizenharmadik, illetve egy tizennegyedik helyezést követően legutolsó szereplésénél mindössze egy pontot szerzett, ezzel az utolsó helyen végzett a tizenhat fős mezőnyben. Oj, oj, oj, så glad jeg skal bli című versenydala négy héten át vezette a norvég slágerlistát.
A három nemzetközi szereplése mellett 1966-ban, illetve 1968-ban is részt vett a norvég nemzeti döntőn, a Melodi Grand Prix-n. Mivel 1970-ben Norvégia nem vett részt a fesztiválon, Németország nemzeti döntőjébe nevezett be,  ahol Pierre, der Clochard című dalával a negyedik helyen végzett, így nem tudott negyedszer is részt venni a dalfesztiválon.